# Ness City (Kansas)
Ness City es una ciudad ubicada en el condado de Ness en el estado estadounidense de Kansas. En el año 2010 tenía una población de 1449 habitantes y una densidad poblacional de 536,67 personas por km².

## Geografía
Ness City se encuentra ubicada en las coordenadas 38°27′8″N 99°54′22″O / 38.45222, -99.90611 (38.452250, -99.905989).

## Demografía
Según la Oficina del Censo en 2000 los ingresos medios por hogar en la localidad eran de $33,068 y los ingresos medios por familia eran $42,500. Los hombres tenían unos ingresos medios de $28,992 frente a los $18,553 para las mujeres. La renta per cápita para la localidad era de $18,481. Alrededor del 7.5% de la población estaban por debajo del umbral de pobreza.